# Solenopsis andina
Solenopsis andina är en myrart som beskrevs av Santschi 1923. Solenopsis andina ingår i släktet eldmyror, och familjen myror. Inga underarter finns listade i Catalogue of Life.

## Bildgalleri

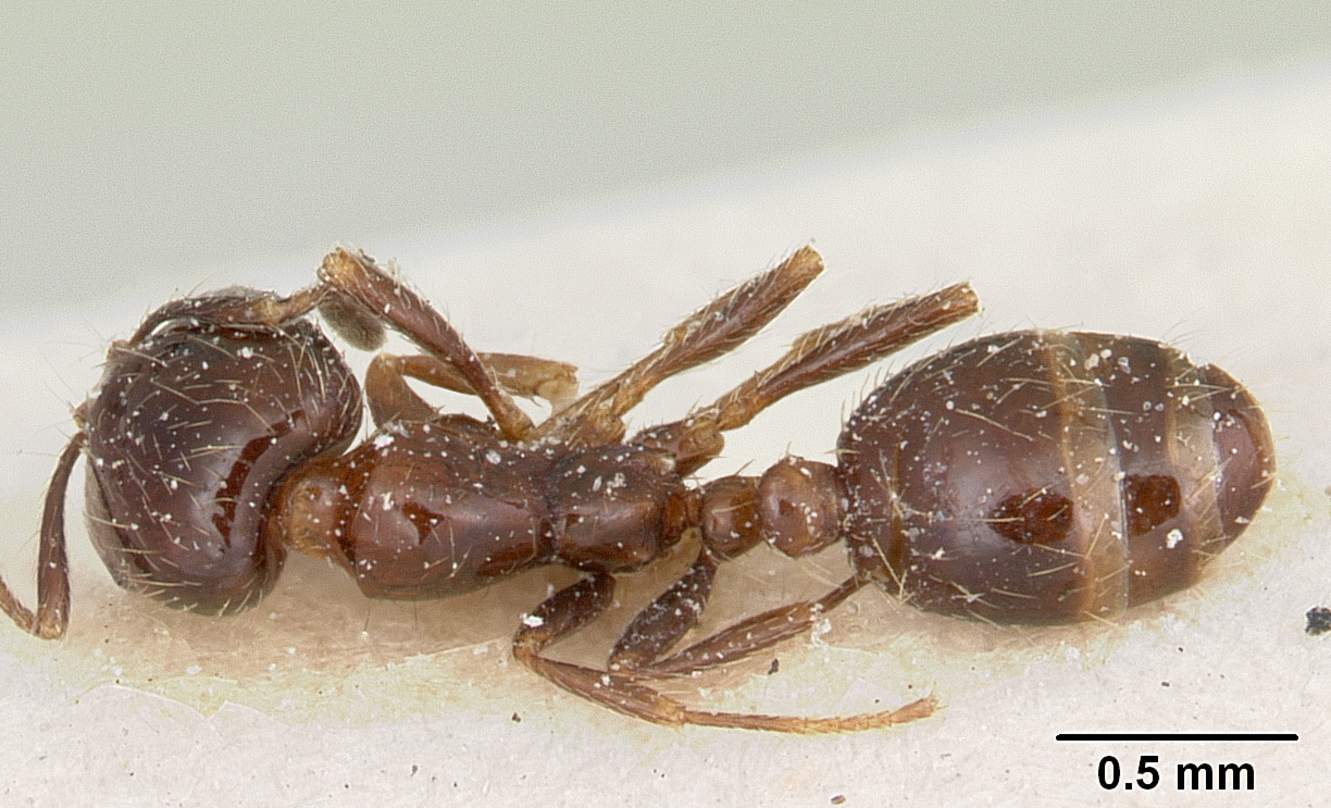
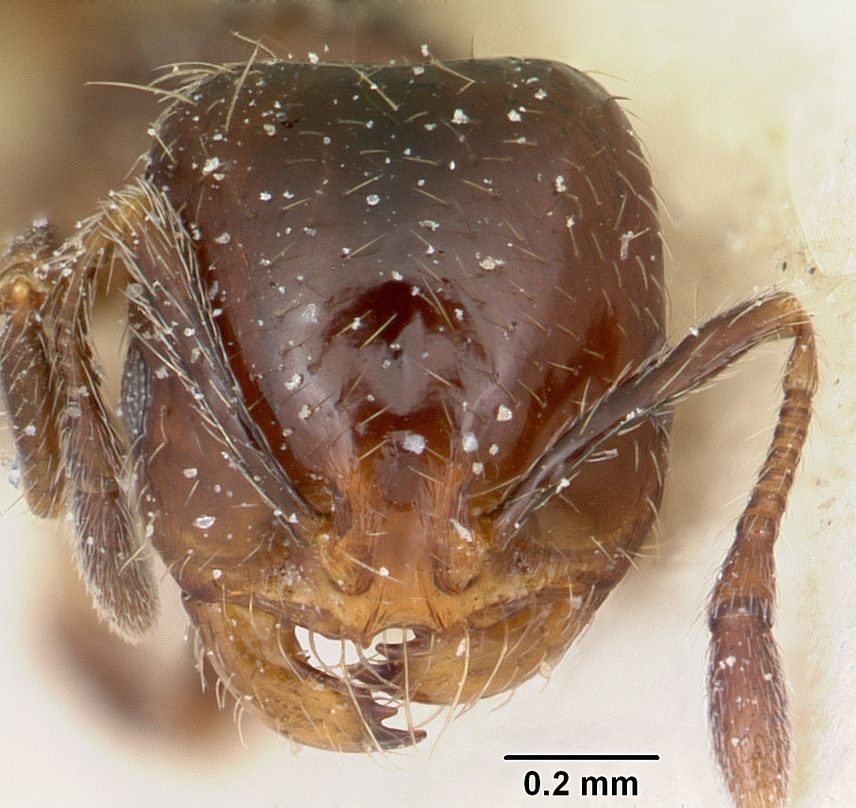
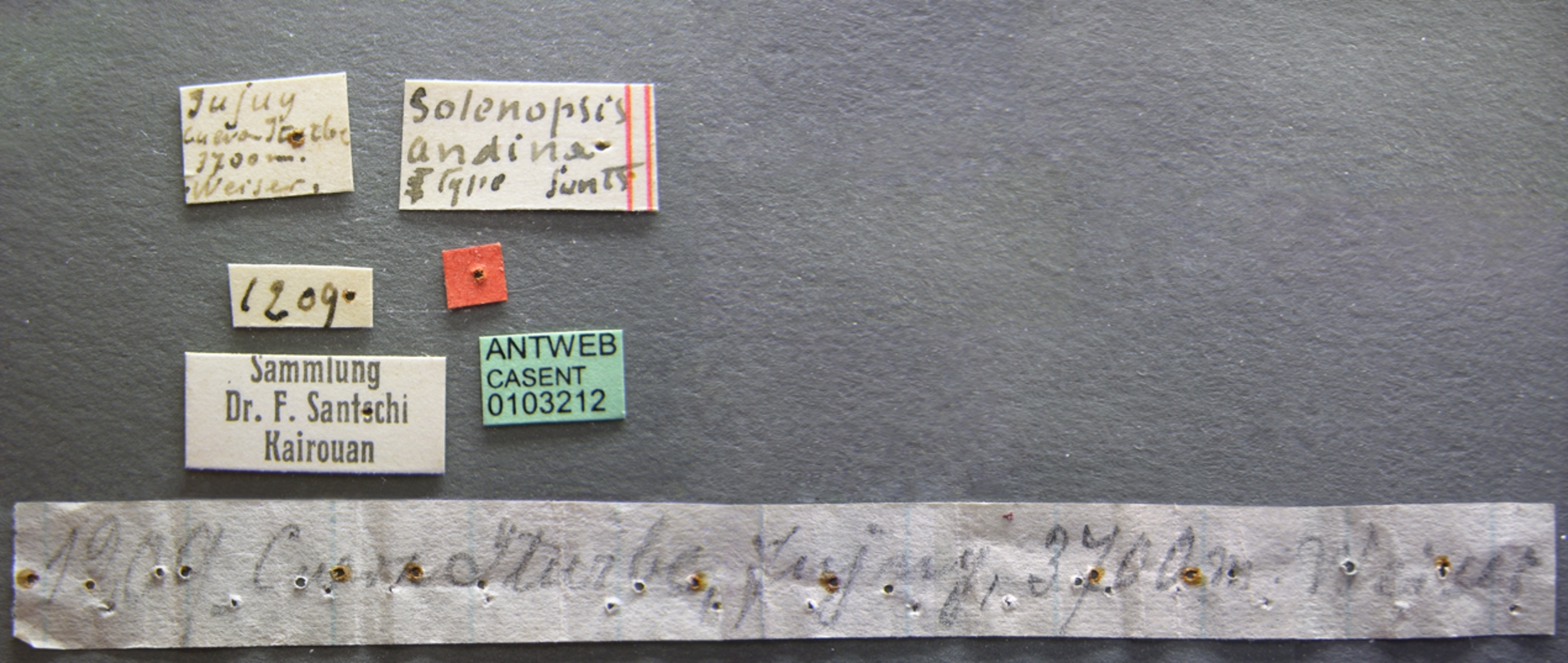
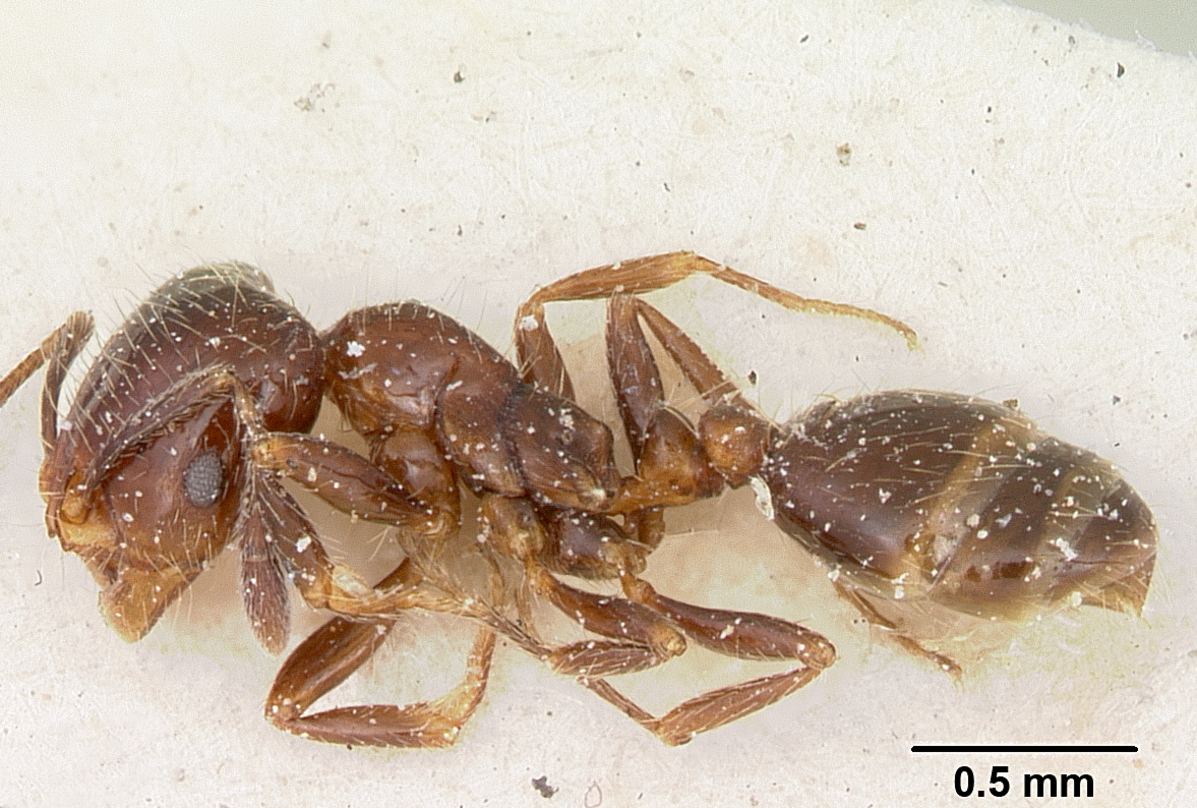